# Colônia Mombuca
Colônia Mombuca ou Distrito de Mombuca é um bairro situado no município brasileiro de Guatapará, que faz parte da Região Metropolitana de Ribeirão Preto. 
Mombuca é conhecida por ser uma colônia japonesa que preserva raízes da cultura e idioma até hoje.

## História
Mombuca foi fundada em 1962, após a Segunda Guerra Mundial, quando o governo japonês incentivou a vinda dos imigrantes ao Brasil com a viabilização da compra de terras agricultáveis e pesquisas na área. Doze famílias vieram do Japão e formaram a comunidade, que fica 50km de Ribeirão Preto.
Hoje, são mais de 400 japoneses que convivem junto a famílias brasileiras, mantendo as tradições orientais e anualmente comemoram seus resultados na agricultura com a “Festa da Colheita”.